# Katedra św. Piotra w Szlezwiku

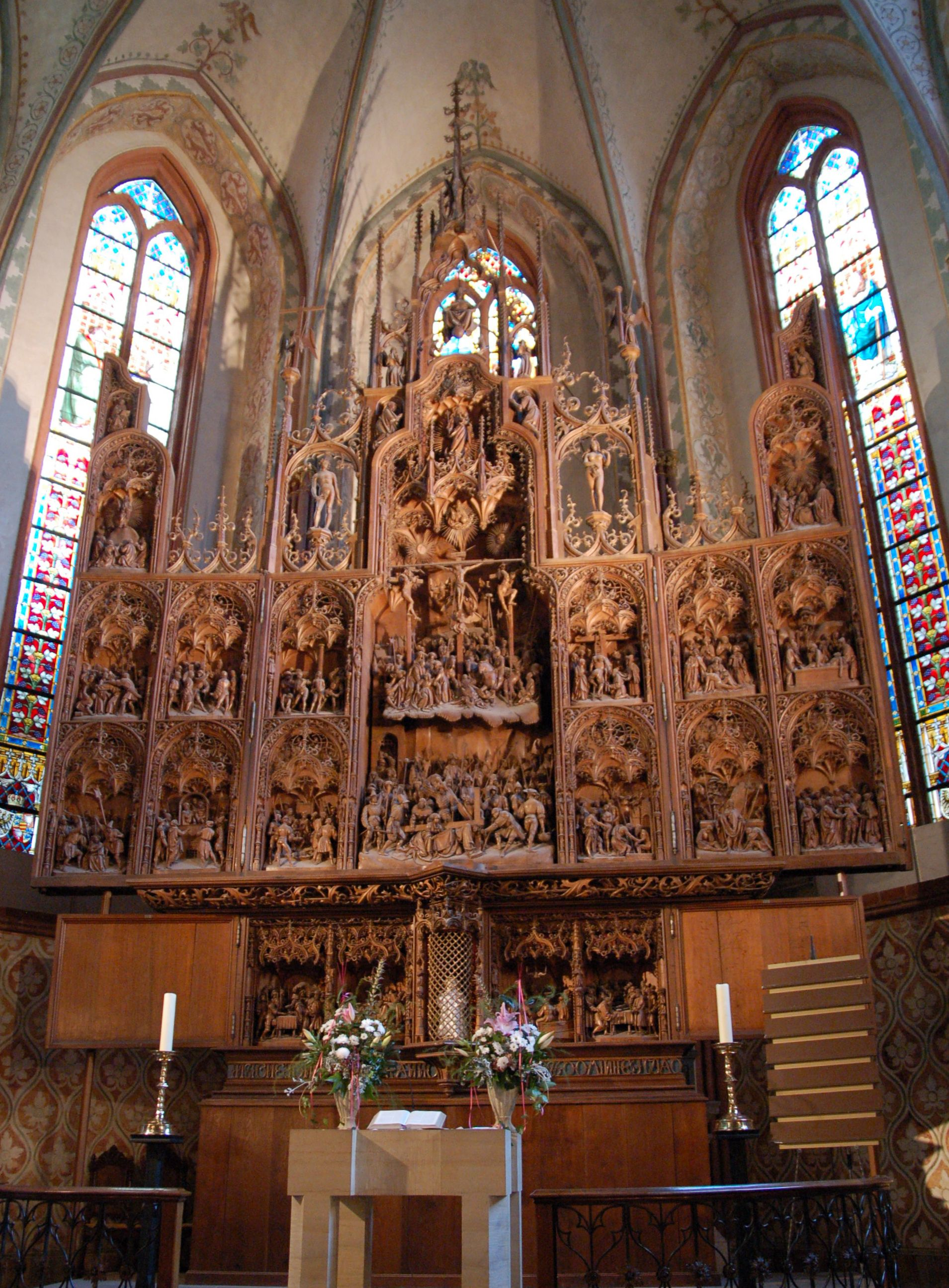
Ołtarz Hansa Brüggemanna

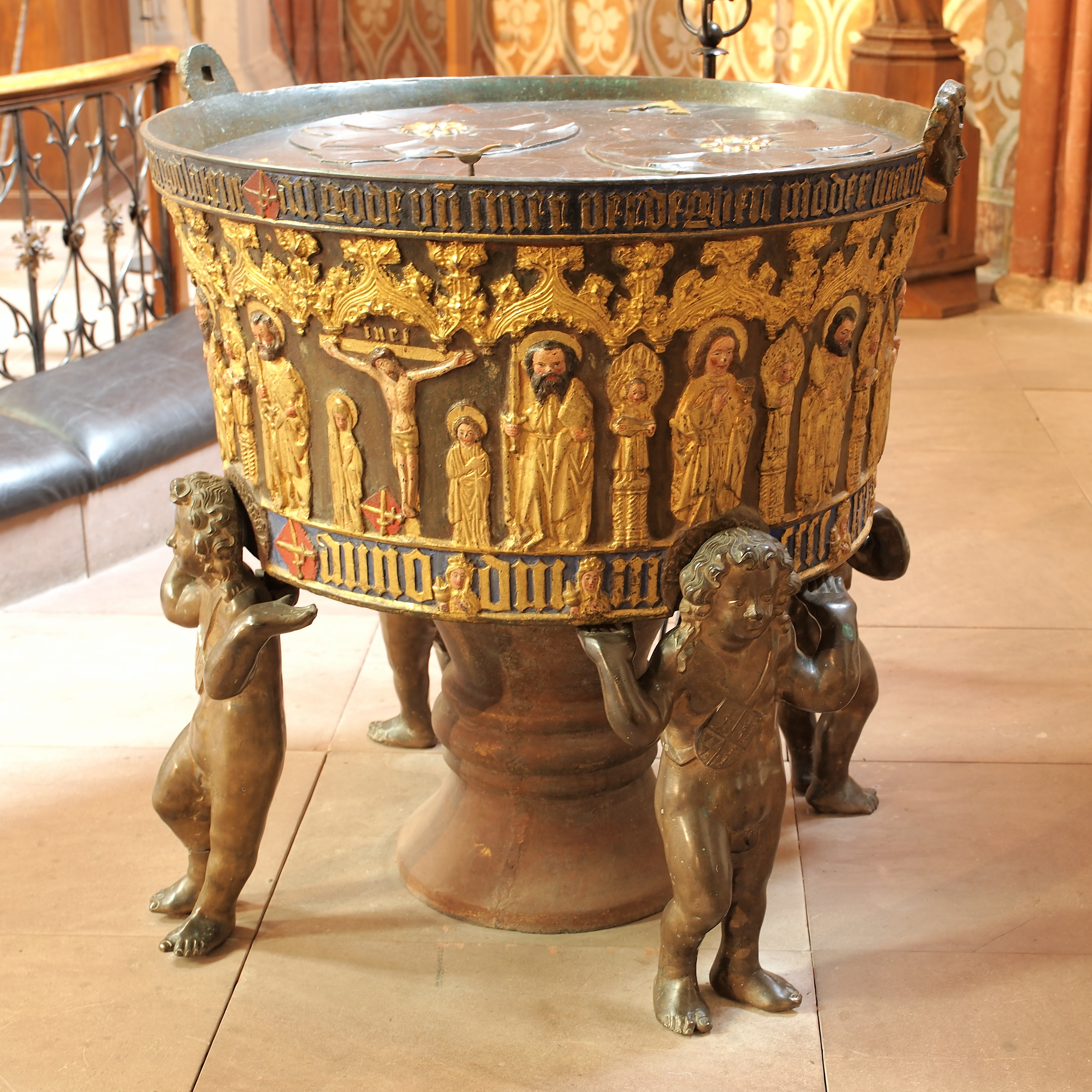
Chrzcielnica

Katedra św. Piotra w Szlezwiku (niem. St. Petri Dom zu Schleswig lub Schleswiger Dom) – kościół luterański położony w Szlezwiku przy Norderdomstraße. Jest kościołem parafialnym parafii Domgemeinde Schleswig i siedzibą biskupa Szlezwiku Ewangelicko–Luterańskiego Kościoła Północnych Niemiec (Evangelisch–Lutherische Kirche in Norddeutschland) pełniąc funkcję tzw. kościoła homiletycznego (Predigtkirche). Zbudowany w XIII–XVI wieku w stylu gotyckim na miejscu wcześniejszego kościoła romańskiego. Jego widoczna z daleka, mierząca 112 m wieża, jest jedną z wyższych wież kościelnych w Szlezwiku-Holsztynie. Katedra jest jedną z najważniejszych budowli gotyckich na terenie Północnych Niemiec. Wybitnym dziełem sztuki o randze ponadregionalnej jest drewniany ołtarz główny Hansa Brüggemanna.

## Historia

### Kościół romański
Budowa kościoła św. Piotra na obecnym miejscu rozpoczęła się około 1100 roku. W 1134 roku katedra św. Piotra w Szlezwiku została po raz pierwszy wymieniona w dokumentach.
Nie jest pewne, czy ten romański budynek został ukończony przed rozpoczęciem jego przebudowy na gotycki kościół halowy. Niemniej jednak w obecnej gotyckiej konstrukcji zachowały się pozostałości pierwotnej bazyliki zbudowanej z granitu lub tufu. W latach 1220–1230 do północnego transeptu dobudowano tzw. zakrystię kanoników. Pomieszczenie to służyło jako sala kapituły katedralnej, później jako sala konferencyjna i zakrystia, a po 1567 roku jako audytorium szkoły katedralnej. W latach 1240–1250 romański transept otrzymał sklepienie z charakterystycznymi spiczastymi kopułami; podobnego typu sklepienie znajdowało się w korpusie nawowym. 

### Kościół gotycki
Około 1270 roku romańską bazylikę przebudowano na gotycki kościół halowy. Pod koniec XIII wieku przedłużono prezbiterium pokrywając jego wnętrze malowidłami o tematyce biblijnej. Około 1300 roku katedra otrzymała zasadniczo swój obecny wystrój wnętrza.
W XIV i XV wieku dokonano przebudowy wnętrza katedry. Po stronie północnej zbudowano drogę procesyjną dla kapituły katedralnej. Pod koniec XVI wieku w północno-wschodnim narożniku katedry zbudowano dwukondygnacyjną zakrystię. Właściwa zakrystia mieściła się na piętrze, natomiast na parterze był skarbiec katedralny. Po nadejściu reformacji zakrystia stała się kaplicą grobową książąt von Gottorf, prawnych następców dawnej kapituły katedralnej.
Zachowały się duże fragmenty średniowiecznego wyposażenia katedry:
- Grupa Trzech Króli (Dreikönigsgruppe) z pełnoplastycznymi figurami naturalnej wielkości, pochodząca z końca XIII wieku i będąca jednym z najwcześniejszych przykładów tego typu sztuki na północ od Alp,
- Droga krzyżowa z lat 1420– 1450,
- chrzcielnica z brązu z 1480 roku, dzieło Henryka Klinghe,
- stalle w prezbiterium z początku XVI wieku oraz Grupa Krzyża Triumfalnego w lektorium (oba autorstwa nieznanego mistrza)[1].

### Okres poreformacyjny
Najważniejszym dziełem z okresu poreformacyjnego w historii katedry jest ołtarz Hansa Brüggemanna, wykonany w latach 1514–1521 dla kolegiaty kanoników regularnych w Bordesholm na zlecenie księcia holsztyńskiego Fryderyka I i jego pierwszej małżonki Anny von Brandenburg. Fryderyk I po śmierci w 1533 roku został pochowany w katedrze św. Piotra. 
W 1658 roku nastąpiła sekularyzacja biskupstwa w Szlezwiku.
Po rozwiązaniu klasztoru kanoników w Bordesholm książę Christian Albrecht zarządził w 1666 roku przeniesienie ołtarza Brüggemanna do katedry. Ołtarz Brüggemanna jest jednym z największych retabulów w Europie Północnej: ma ponad 12 metrów wysokości i 7 m szerokości i zawiera prawie 400 wyrzeźbionych z dębu figur. Dziełem Brüggemanna jest też ponad 4-metrowej wysokości rzeźba św. Krzysztofa, stojąca w pobliżu portalu św. Piotra.
W XVII i na początku XVIII wieku w katedrze pojawiły się barokowe epitafia i portrety miejscowej szlachty. Na uwagę zasługują dwa dzieła Jürgena Ovensa: obraz Błękitna Madonna (1669) oraz ołtarz ufundowany przez Kielmannsecka.
Ostatnim znaczącym etapem budowy katedry św. Piotra była wysoka na 112 m wieża zachodnia, zbudowana w latach 1888–1894 według planów berlińskiego architekta Friedricha Adlera. Budowę sfinansował król pruski Wilhelm II. Na wysokości 65 m znajduje się platforma widokowa.

### XX wiek
W 1963 roku w katedrze zamontowano wielkie organy Marcussena, mające 51 głosów podzielonych na 3 manuały. Główny prospekt organowy pochodzi z pierwszych lat XVIII wieku. W 2010 roku firma Karl Schuke Berliner Orgelbauwerkstatt ukończyła renowację i rozbudowę instrumentu powiększając jego dyspozycję do 65 głosów podzielonych na 4 manuały i pedał. 
W katedralnej wieży znajduje się 5 dzwonów: ważący 3,4 t Trinitatisglocke (Trójca Święta, dźwięk a0) odlany w 1963 roku w ludwisarni Gießerei Rincker w Hesji oraz Petriglocke (Piotr, dźwięk c') i Lutherglocke (Luter, dźwięk g') z tej samej ludwisarni. Najważniejszymi historycznie dzwonami są: Marienglocke (Maria, dźwięk e') oraz Herrenglocke (Pan, dźwięk a'), odlane odpowiednio w 1396 i 1397 roku w Lübecker Glockengießerei van der Rit.